# Anna Richli
Anna Richli (* 9. Oktober 1884 in Willisau; † 18. Dezember 1954 in Luzern) war eine Schweizer Schriftstellerin aus dem Kanton Luzern.

## Leben
Anna Richli stammte aus Ruswil und war die Tochter des Gerichtssubstituts Sebastian Richli und der Berta Richli-Peyer. Sie wuchs bei Pflegeeltern in Luzern auf. Von 1894 bis 1901 besuchte sie die Schule im Institut Menzingen und 1902 erhielt sie im Alter von 18 Jahren das Lehrerinnenpatent. Sie war zuerst als Primarlehrerin in Schärlig, einem Gemeindeteil von Marbach im Entlebuch, angestellt. Von dieser Zeit erzählt ihre erste literarische Arbeit, die Novelle Im Schulhaus auf der Alp, die sie als Wettbewerbsbeitrag verfasste. Seit 1905 war sie in Luzern als Lehrerin an der städtischen Mädchenschule tätig.
Nach kleineren Beiträgen für Zeitungen und Kalender schrieb Anna Richli seit der Zeit des Ersten Weltkriegs Kurzgeschichten, Novellen und historische Romane. Eine Textauswahl gab sie im Jahr 1916 im Sammelband Höhenleuchten heraus, darunter auch die Novelle Rosen von San Pons, die besondere Beachtung fand. Die Erzählung Jahrhundertwende spielt in der Epoche der Französischen Revolution. Zur Jubiläumsfeier des Männerchors Luzern am 1. Juli 1923 verfasste Richli die Festschrift Der Göttin Gaben. Die grösseren Arbeiten behandeln die Lebensgeschichten historischer Persönlichkeiten, vorwiegend von Frauen, die sich in einem sozialen Bereich engagiert hatten. Im Band Im Mantel der Liebe von 1922 erzählt Richli die Geschichte von Vittoria de Bastianelli, die aus einer Familie in Venedig stammte und deren Leben mit der Geschichte des Ortes Plurs in der Provinz Sondrio verknüpft ist. Die Geschichte spielt in der Zeit vor der Zerstörung der Stadt durch einen Bergsturz im Jahr 1618. Richlis Werk ist im Jahr 2013 von Gian Primo Falappi ins Italienische übersetzt und von der Associazione italo-svizzera per gli scavi di Piuro herausgegeben worden.
Andere Biographien widmete Richli Maria Theresia Scherer (1825–1888), der ersten Generaloberin der Barmherzigen Schwestern vom heiligen Kreuz in Ingenbohl, und Salesia Strickler (1834–1898), Ordensschwester und Generaloberin der Schwestern vom Heiligen Kreuz in Menzingen, sowie Adolph Kolping (1813–1865), dem Gründer des Kolpingwerks. Anna Richlis Schriften sind geprägt vom Interesse an der katholischen Frauenbildung und zählen zur populären religiös geprägten Schweizer Literatur der 1920er Jahre. Die Schriftstellerin stellte ihre Werke in öffentlichen Lesungen vor, unter anderem vor der Töpfergesellschaft Solothurn, die in den 1920er Jahren regelmässig Frauen als Referentinnen nach Solothurn einlud.
Anna Richli war Mitglied des «Club Hrotsvit», in dessen Zeitschrift sie wiederholt Artikel publizierte. Sie war befreundet mit der Luzerner Schriftstellerin Agnes von Segesser, der Präsidentin dieser Vereinigung.
Inge Sprenger-Viol (* 1951) porträtierte Anna Richli in ihrem 1986 erschienenen Band Merkwürdige Frauen.

## Werke
- Höhenleuchten. Novellen und Skizzen. Regensburg/Rom 1916.
- Die da ringen in den Tiefen …. Erzählungen. Verein für Verbreitung guter Schriften, Zürich 1919.
- Der Kreuzweg des Magnus Segnewald und andere Novellen. Wien 1919.
- Schatten im Licht. Luzern 1920.
- Im Mantel der Liebe. Regensburg 1922.
- Maria Theresia Scherer. In: Schweizer Frauen der Tat 1659–1827. Zürich 1924.[4]
- Frau Salesia Strickler. In: Schweizer Frauen der Tat 1831–1854. Zürich 1928, Seite 64–80.
- Mein ist der Tag. Luzern/Leipzig 1927.
- Jahrhundertwende. Luzern/Leipzig 1929.[5]
- Adolf Kolping der Gesellenvater 8. Dez. 1813 bis 4. Dez. 1865. Freiburg 1929, Konstanz 1930.
- Im Vorraum der Zukunft. Der Roman eines jungen Mannes. Freiburg 1931.
- Blutrache. Novelle. München 1932.
- Otto Wikardts Weg. Roman. Luzern 1935.
- Schutzwall der Frau Monika. Erzählung. Tyrolia Verlag, Innsbruck/Wien/München 1936.
- Die Schiffersfrau und die Goldstickerin. Basel 1937.
- Das Unwägbare. Erzählungen. Basel 1942.
- Katharina Morel, 1790–1876. 1943.
- Das unbeschriebene Gesicht. Erzählung aus der Zeit der Wiedertäufer. Basel 1944.
- Im Stundenschlag der Zeit. Miniaturen. Einsiedeln/Köln 1946.
- Die Gefangene ihres Schicksals. Roman. Luzern 1946.

## Archive
- Zentral- und Hochschulbibliothek Luzern: Nachlass von Anna Richli
- Stadtarchiv Luzern: Dokumentation über Anna Richli